# رسالة هوغارث

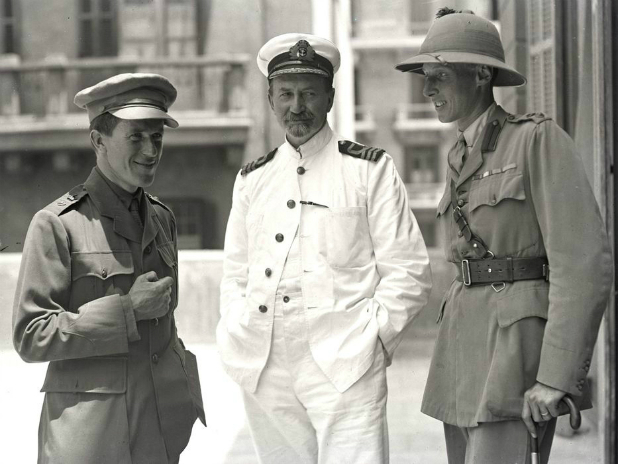
من اليسار لليمين : ت.إي. لورانس؛ د.ج. هوغارث؛ الملازم العقيد داوني

رسالة هوغارث  (بالإنجليزية:  Hogarth Message)‏ كانت رسالة من القائد ديفيد هوغارث، رئيس المكتب العربي في القاهرة، وقد أرسلها في تاريخ يناير 1918 إلى الحسين بن علي، شريف مكة، بعد طلب حسين توضيح بخصوص وعد بلفور.
تم بعث هوغارث إلى جدة من أجل أن يسلم الرسالة، التي كتبها السير مارك سايكس نيابة عن الحكومة البريطانية.

## الرسالة
أكدت الرسالة لحسين أن 
 "(1) - إن دول الحلفـاء مصـممة علـى أن تتـاح للشـعب العربـي فرصـة كاملـة لاسـتعادة كيانـه كأمــة في العــالم. وهــذا لا يتيســر تحقيقــه إلا بواســطة العــرب أنفســهم باتحــادهم. وســتتبع بريطانيــا العظمى وحلفاؤها سياسة ترمي إلى تحقيق هذه الوحدة

 "(2) - ونحن مصممون فيما يتعلق بفلسطين على ألا يكون شعب خاضعاً لغيره، ولكن:
(أ) - بالنظر إلى أن في فلسطين معابد وأوقافاً وأماكن مقدسة بعضها عند المسـلمين وحـدهم والبعض عند اليهود وحدهم والـبعض عنـد المسـيحيين وحـدهم وأحيانـاً لفئتـين أو لـثلاث ولمـا كانـت هـذه الأمـاكن ذات أهميـة لكثيـرين مـن النـاس خـارج فلسـطين وبـلاد العـرب فـلا بـد أن يكـون هنـاك نظام خاص بهذه الأماكن يوافق عليه العالم.
(ب) وأما فيما يتعلق بمسجد عمر، فإنه سيعد أمراً يعني المسلمين وحدهم ولن يكون خاضـعاً - لا مباشرة ولا بطريق غير مباشر - لأية سلطة غير إسلامية

"(3) لما كان الرأي العـام اليهـودي في العـالم يميـل إلى عـودة اليهـود إلى فلسـطين، ولمـا كـان هذا الرأي العام لا بد أن يظل عاملا دائماً وفضلا عن ذلك فإنه لما كانت حكومة جلالته تنظر بعـين الرضى إلى تحقيق هذا الأمل فإن حكومة جلالته مصممة على ألا توضع عقبة في سبيل تحقيـق هـذا الأمل، بقدر ما يتفق ذلك مع حرية الأهالي الموجودين من الوجهتين الاقتصادية والسياسية

 وفي هـذا الصـدد تعـد صـداقة «اليهوديـة العالميـة» لقضـية العـرب، معادلـة لتأييـد كـل الـدول التــي لليهــود فيهــا نفــوذ سياســي. وزعمــاء الحركــة اليهوديــة مصــممون علــى إنجــاح الصــهيونية بالصداقة والتعاون مع العرب. ومثل هذا الغرض ليس مما يطرح جانباً باستخفاف. 

## التفسير
لم يتم نشر الرسالة رسميًا وهي مترجمة، ألا حتى عام 1939 ؛  بعد نشرها، تم إستخدامها كشهادة دليل من قبل مالكولم ماكدونالد، وزير الدولة للمستعمرات آنذاك، في شهادة أمام لجنة الإنتدابات الدائمة (فلسطين) ، من أجل أن يتم إعادة تفسير المعنى الذي تم منحه بخصوص شروط الانتداب في الجلسات السابقة، وتم ذلك بشكل مثير للجدل. 
يجادل فريدمان وكدوري بأن حسين قد قبل وعد بلفور  بينما يجادل تشارلز دي سميث بأن كلا من فريدمان وكدوري يسيئون شرح المستندات وينتهكان المعايير العلمية من أجل الوصول إلى استنتاجاتهما. أفاد هوغارث أن حسين «لن يقبل بدولة يهودية مستقلة في فلسطين، ولم يتم إعطائي أي تعليمات بخصوص القيام بتحذيره من أن بريطانيا العظمى تفكر في مثل هذه الدولة».
لقد تم الكشف عن اتفاقية سايكس بيكو السرية في الصحافة البريطانية، وكان ذلك في أواخر شهر نوفمبر من العام السابق كرد على استفسار من قبل حسين، أرسل البريطانيون رسالة باسيت بتاريخ 8 فبراير. لم تطالب بالسيادة العربية، ولكن الاتفاقية الفرنسية والبريطانية دعت إلى «سيادة زعيم عربي» في المنطقتين التابعتين لها «أ» و «ب» و «إدارة دولية -التي سيتم تحديد شكليتها من بعد التشاور مع روسيا، وبعد ذلك، بالتشاور مع حلفاء آخرين وممثلي شريف مكة» - في منطقتها البنية (فلسطين بعد تقلص مساحتها).